# Layla Rivera
Layla Rivera (24. září 1983, Phoenix, Arizona v USA) je americká modelka, striptérka a herečka ve filmech pro dospělé.
Do dnešního dne natočila přes 200 filmů, v drtivé většině s anální a extrémní orální tematikou a se vyznačují vysokou mírou obscénnosti.
Vystupovala v několika talkshow a vystupovala také v proslulé rozhlasové show Howard Sterna.
V roce 2011 byla jednou z řad pornohvězd které portrétoval malíř Karl Backman pro na výstavě ve Museum of Porn in Art v Curych. Vystupovala také v klipů On a Wicked Night  de Danzig.
Rivera byla ve vztahu s Max Hardcore.

## Ocenění a nominace
- 2009 AVN Award nominee – Unsung Starlet Of The Year[5]
- 2009 FAME Award nominee – Dirtiest Girl in Porn[6]
- 2009 FAME Award nominee – Most Underrated Star[6]
- 2010 FAME Award nominee – Dirtiest Girl in Porn[7]